# Billy Owens
Pour les articles homonymes, voir Owens.
Billy Eugene Owens (né le 1er mai 1969, à Carlisle, Pennsylvanie) est un ancien joueur américain de basket-ball.

## Biographie
Il mène son lycée de Carlisle à quatre titres de champion de l'État de Pennsylvanie consécutifs. On le considère en 1988 comme le deuxième meilleur lycéen, juste derrière Alonzo Mourning.
Il participe avec l'équipe américaine au championnat du monde 1990, qui remporte la médaille de bronze.
Ailier de 2,06 mètres issu de l'université de Syracuse, il est sélectionné par les Kings de Sacramento lors de la draft 1991 en troisième position. Il est considéré comme un intérieur polyvalent, capable de prendre du rebond comme de prendre des shoot loin du cercle. Il n'a pas le temps d'enfiler la casquette des Kings, qu'il est transféré dans la foulée aux Warriors de Golden State contre l'arrière shooteur Mitch Richmond.
Avec le recul, on pense que Don Nelson, l'entraîneur des Warriors a fait une grave erreur, Richmond sera par la suite plusieurs fois All-Star, un des meilleurs joueurs de l'histoire des Kings. Pourtant le jour de l'échange, celui-ci ne paraît pas incongru : les Warriors ont certes un trio de scoreurs, avec Chris Mullin, Tim Hardaway et Richmond, mais ils sont souvent dominés dans la raquette, Don Nelson fait même jouer Mullin au poste d'ailier fort. Owens semble être la solution pour renforcer l'équipe dans la raquette puisque le joueur affiche une moyenne de 23 points et 11 rebonds par matches durant sa dernière année universitaire.
Owens, lors de sa première saison, affiche des chiffres plutôt corrects avec 8 rebonds par matches et termine dans l'équipe type des meilleurs rookies. Le pari de Nelson semble marcher, les Warriors sont en tête de leur division toute la saison et finissent troisième de la conférence avec 55 victoires. Malheureusement, les californiens trop tendres dans la raquette sont battus par les SuperSonics de Seattle, avec un Shawn Kemp brillant. Il faut avouer que malgré tout Owens n'est pas la menace intérieure espérée, il est plus un tweener, c'est-à-dire un joueur à mi-chemin entre le small forward (ailier) et le power forward (ailier fort). Il n'aime pas trop se frotter aux gros gabarits intérieurs, c'est un bon shooteur au profil d'ailier.
La saison suivante en 1992-93, il se blesse gravement le genou et ne peut disputer que 37 matches lors de saison, il ne peut qu'assister impuissant au naufrage de son équipe.
Owens amoindri par cette blessure au genou, cette blessure récurrente l'empêche de devenir le joueur qu'il aurait pu être.
La saison suivante, en 1993-94, Billy Owens associé au rookie star, Chris Webber, réalise une bonne saison, qualifiant les Warriors en playoffs. Mais Billy est au cœur de tractations, en effet, l'intérieur Chris Webber et le coach Don Nelson ne s'entendent guère. Le premier reproche au second de le faire jouer pivot, alors qu'il n'aime pas ça, et surtout Don Nelson parfois impose à Webber de drôle de système de jeu.
Nelson croyant calmer les choses, transfère Billy Owens contre Rony Seikaly, un vrai pivot, afin de décaler Chris Webber en ailier fort.
Billy Owens se retrouve donc dans l'équipe du Heat de Miami dans le cadre de cet échange. Ce transfert correspond à un lent déclin du joueur sur le plan statistique et de l'influence du jeu. Ses genoux douloureux lui imposent un jeu moins spectaculaire que durant ses années universitaires.
Il reste malgré tout un bon joueur de complément, qui en fin de carrière devient ce qu'on appelle de la « chair à échange », il sert à équilibrer les échanges sur les plans financier et sportif.
Owens dispute dix saisons entre les Warriors, le Heat de Miami, les Kings de Sacramento, les Supersonics de Seattle, les 76ers de Philadelphie et les Pistons de Détroit, avant de mettre un terme à sa carrière en 2001.